# Go boom
Go boom, eller med ett försvenskat namn bom, är ett kortspel för barn och kan beskrivas som en enklare version av vändåtta. 
Deltagarna lägger i tur och ordning ett kort var, som måste vara av samma färg eller valör som det först utlagda kortet.  En spelare som saknar passande kort måste dra kort ur talongen till dess ett spelbart kort hittas. Den som lagt ut det högsta kortet spelar ut till nästa varv. 
Vinnare är den som först blir av med sina kort, och ska enligt tradition tillkännage sin seger genom att skrika ”bom!”. 